# Largan Precision
Largan Precision Company Limited eller Largan Precision er en taiwansk producent af optiske linser og optoelektroniske komponenter med hovedkvarter i Taichung. Deres produkter benyttes i scannere, kameraer, projektorer, telefonlinser, osv.
Virksomheden blev etableret i 1987 af Tony Chen og Scott Lin. Den blev børsnoteret på Taiwan Stock Exchange 11. marts 2002.